# 雲仙市立木指小学校
雲仙市立木指小学校（うんぜんしりつ きさししょうがっこう）は、長崎県雲仙市小浜町木指にあった公立小学校。略称は「木指小」（きさししょう）。
2018年（平成30年）3月末に閉校し、雲仙市立小浜小学校に統合された。

## 概要
歴史
1898年（明治31年）に「木指尋常小学校」として創立。2017年（平成29年）に創立120周年を迎えた。
教育目標
「自ら学び、自ら考え、主体的に行動できる人間性豊かな逞しい児童の育成」
校章
中央に校名の「木」の文字を置いている。
校歌
1953年（昭和28年）に制定。作詞は馬場正徳、作曲は山口健作による。歌詞は3番まであり、歌詞中に校名は登場しない。
校区
雲仙市小浜町の「日当、上須賀、中須賀、下須賀、小田崎、林ノ内、蔭平、目付石、浜口、小田山、大木場」地区。
中学校区は雲仙市立小浜中学校。

## 沿革
- 1898年（明治31年）- 小浜村立の小学校として「木指尋常小学校」（修業年限4年）が創立[2]。初代校長は三宅文叙。
- 1899年（明治32年）- 民家を借用して授業を実施。
- 1903年（明治36年）- 小田山に分教室を開設。
- 1929年（昭和4年）- 運動場を拡張。
- 1908年（明治41年）4月 - 小学校令の改正により、義務教育期間が尋常科4年から尋常科6年に延長されたため、尋常科5・6年を新設。2教室を増築。
- 1910年（明治43年）- 小田山分教室を小田山分教場とする。
- 1924年（大正13年）4月1日 - 町制施行により小浜町が発足。これにより小浜町立の小学校となる。
- 1941年（昭和16年）4月1日 - 国民学校令により、「小浜町木指国民学校」に改称。従来の尋常科を初等科に改称（初等科6年）。
- 1947年（昭和22年）4月1日 - 学制改革（六・三制の実施）により、旧・木指国民学校の初等科が改組され、「小浜町立木指小学校」となる。小田山分教場を小田山分校とする。
- 1955年（昭和30年）- 校舎を増築。校歌を制定。
- 1963年（昭和38年）- 木津分校の3年生を本校に収容。
- 1965年（昭和40年）- 校舎を改築し、鉄筋コンクリート造2階建て6教室が完成。
- 1966年（昭和41年）- 鉄筋コンクリート造2階建て4教室が完成。
- 1949年（昭和24年）- 小田山分校の校舎を増築。
- 1950年（昭和25年）- 3教室を増築。
- 1953年（昭和28年）- 校歌を制定。
- 1955年（昭和30年）- 小田山分校に運動場が完成。
- 1956年（昭和31年）- 小田山分校に水道を敷設。
- 1958年（昭和33年）- 校旗を制定。校舎を増築。

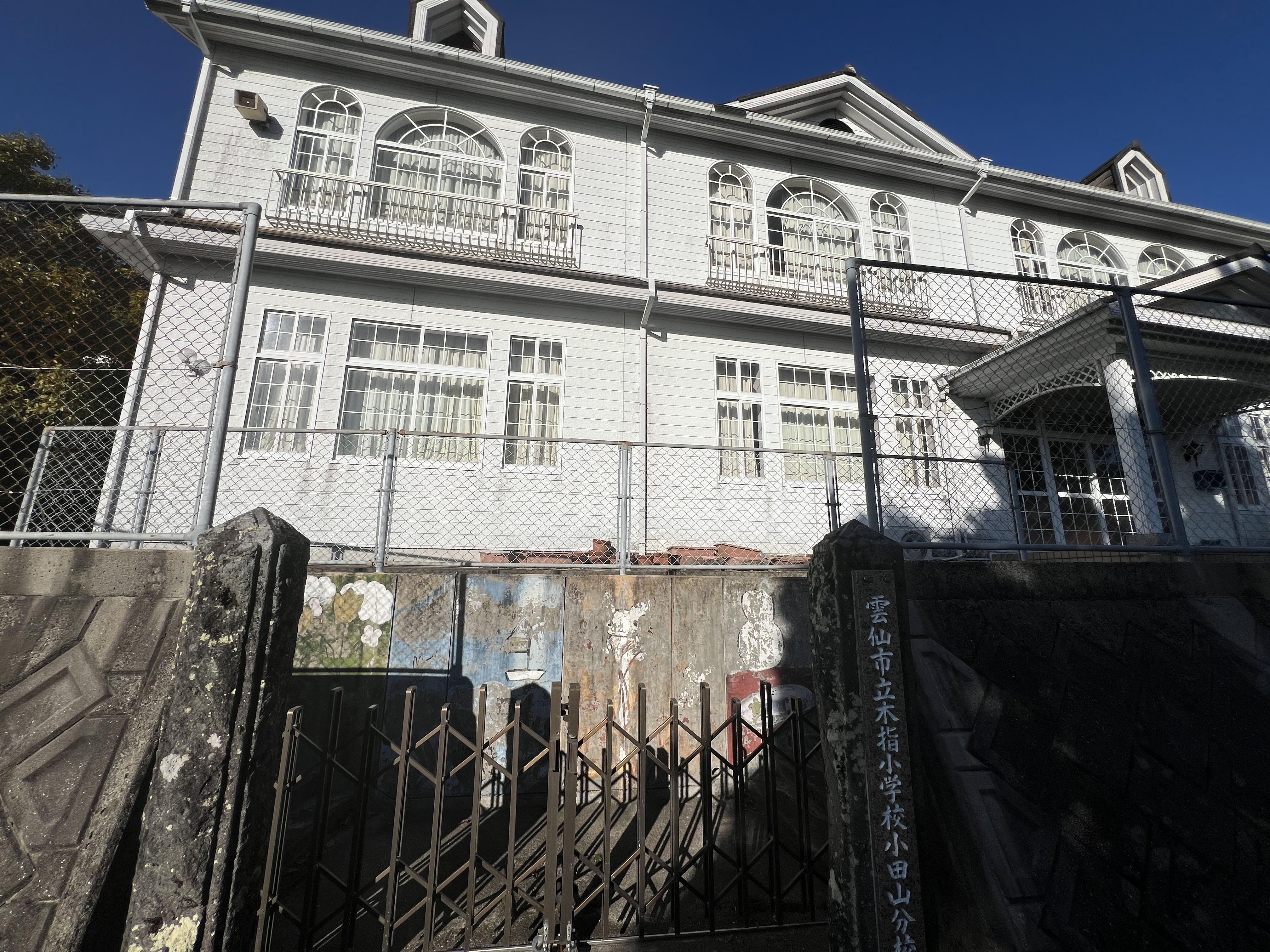
旧・小田山分校跡

- 1960年（昭和35年）- 音楽・図書室が完成。
- 1961年（昭和36年）- 理科室が完成。
- 1966年（昭和41年）- 水生植物園が完成。
- 1970年（昭和45年）- 小田山分校に体育施設が完成。
- 1974年（昭和49年）- 東側校舎を改築。
- 2005年（平成17年）10月11日 - 雲仙市の発足により、「雲仙市立木指小学校」（現校名）に改称。
- 2007年（平成19年）3月31日 - 小田山分校を廃止（最終所在地 : 雲仙市小浜町南木指2293番地, 北緯32度42分28.8秒 東経130度13分43.2秒）
- 2018年（平成30年）
  - 2月18日 - 閉校記念式典を挙行[1]
  - 3月31日 - 雲仙市立小浜小学校への統合により閉校[1]。

## 交通アクセス
最寄りのバス停
- 島鉄バス 「上須賀」バス停

最寄りの国道・県道
- 国道251号（島原街道）

## 周辺
- 雲仙警察署